# Louis Charles Antoine Desaix

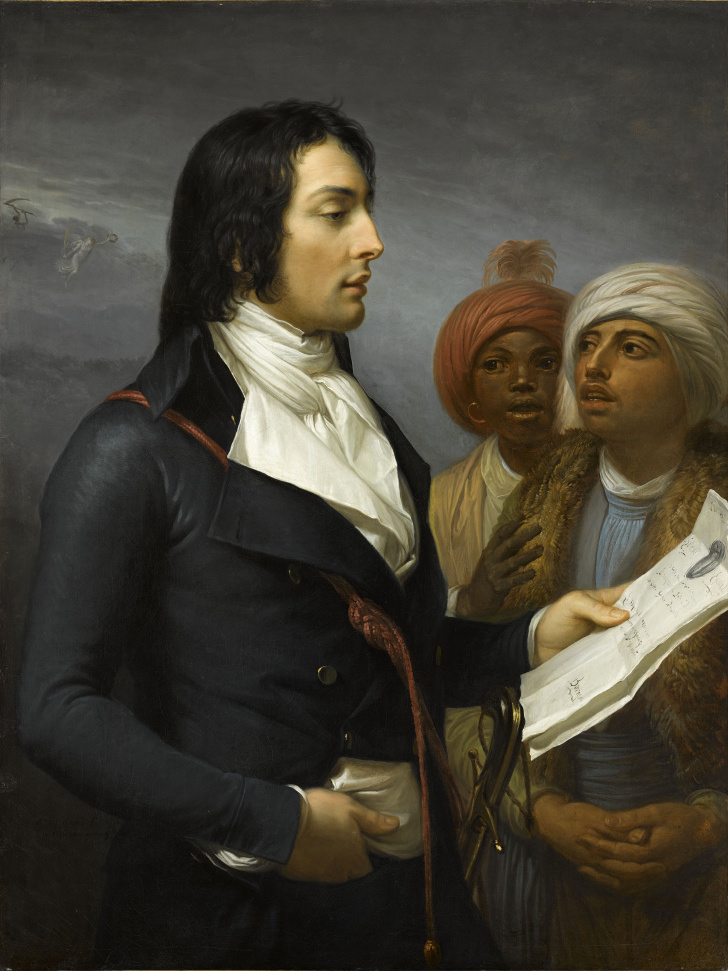
Louis Charles Antoine Desaix

Louis Charles Antoine Desaix (n. 17 august 1768 — d. 14 iunie 1800) a fost un general și lider militar francez.